# Jock McDonald
Pour les articles homonymes, voir McDonald.
 (mars 2021).
Si vous disposez d'ouvrages ou d'articles de référence ou si vous connaissez des sites web de qualité traitant du thème abordé ici, merci de compléter l'article en donnant les références utiles à sa vérifiabilité et en les liant à la section « Notes et références ».
Jock McDonald, nom de scène de Patrick Joseph O'Donnell, né le 25 mars 1956 à Clydebank (Écosse) et mort le 26 juillet 2025 à Sligo (Irlande), est le chanteur et seul membre permanent du groupe The Bollock Brothers, qu'il fonde en 1979. Son charisme et sa longue carrière en font une figure reconnue à travers l'Europe et au-delà, de l'histoire du punk .

## Biographie
Patrick O'Donnell dit Jock McDonald naît à Clydebank, près de Glasgow en Écosse, le 25 mars 1956.

### Carrière
Dans les années 1970, Jock McDonald quitte l’Écosse pour Leicester puis Londres, où il fréquente la scène underground. En 1979, Jock McDonald fonde et devient le chanteur principal du groupe de punk rock et de new wave « The Bollock Brothers ». Connu pour son sens aigu de l'humour, le groupe gagne en notoriété tout au long des années 1980, et plus spécialement en Allemagne et en Belgique, où Jock a des liens et qu’il considérait comme une deuxième maison.

### The Bollock Brothers
The Bollock Brothers est apprécié pour son originalité. La personnalité excentrique, la voix particulière de Jock McDonald et son approche exigeante de la musique et dans la vie, son magnétisme sur scène et son esprit rebelle ont fait de The Bollock Brothers un groupe reconnu durablement sur la scène punk au Royaume-Uni et au-delà. Le groupe est controversé pour son audace, y compris leur tube de 1985 Faith Healer et par des collaborations avec des personnalités colorées telles que Michael Fagan, (l'homme fit irruption dans la chambre de la reine). Jock McDonald rêvait de futures tournées même dans ses soixante-dix ans, et est actif jusqu’au moment de sa mort.

### Mort
Durant ses vacances en Irlande, Jock McDonald meurt le 26 juillet 2025, par noyade, près de la côte de Sligo. Nageur expérimenté, il privilégiait toujours la pleine mer plutôt que la natation en piscine et choisissait plutôt des endroits difficiles ou risqués. Les causes précises de l'accident ne sont pas connues.